# Nudaria margaritaria
Nudaria margaritaria là một loài bướm đêm thuộc phân họ Arctiinae, họ Erebidae.